# 澤田康幸
澤田 康幸（さわだ やすゆき、1967年9月16日 - ）は、日本の経済学者。

## 人物
東京大学教授。専門分野は開発経済学、教育経済学、フィールド調査、特に開発途上国の教育開発、貧困問題、プログラム評価の経済分析で著名。大阪大学修士（経済学）（1992年）、東京大学修士（学術）（1994年）、スタンフォード大学Ph.D（1999年）。

## 略歴
兵庫県西宮市出身。開成中学校・高等学校卒業後、慶應義塾大学経済学部の高梨和紘のゼミで開発経済学を学び、1990年に卒業する。
1992年に大阪大学大学院経済学研究科修士課程を修了し、1994年に東京大学大学院総合文化研究科国際社会科学専攻修士課程を修了、1996年に米国スタンフォード大学大学院食糧研究所修士課程を修了、1999年に同経済学部博士課程を修了した。
1999年に東京大学大学院総合文化研究科国際社会科学の助教授に着任し、2003年に同大学院経済学研究科助教授(2003年3月31日まで総合文化研究科併任)、2008年に経済学研究科・総合文化研究科准教授(兼担)に就任、2012年に教授(兼担)となる。

### 学内の主な活動
- 東京大学公共政策学教育部(公共政策大学院)授業担当教員

### 学外の主な活動
- 国際開発学会理事
- 独立行政法人国際協力機構(JICA)研究所リサーチフェロー
- 独立行政法人経済産業研究所ファカティカルフェロー
- 東京財団仮想制度研究所フェロー
- 政策研究大学院大学非常勤講師

## 研究活動
国内では、開発経済学研究における中堅的研究者に位置づけられ(他に黒崎卓(一橋大学教授)など)、開発研究における経済学の厳密な応用・定量的研究を志向する。米国スタンフォード大学では計量経済学とミクロ経済学を手法に用いる開発ミクロ経済学、開発ミクロ計量経済学を修め、帰国後もこの分野で精力的に研究活動を行っている。特に、開発途上国における教育開発や貧困削減を専門とするほか、近年はマクロ経済学を用いたカリブレーション分析や、フィールド実験（実験経済学）などの新しい分野を採用、開拓しつつある。主な調査経験地域は、エルサルバドル、フィリピン、タイなどである。

## 受賞歴
- 日本国際経済学会・小島清賞研究奨励賞, 2010年
- 日本経済学会・石川賞, 2011年
- 日経・経済図書文化賞, 2013年. 著書「自殺のない社会へ」（上田路子, 松林哲也との共著）に対して.

## 著書・編著書
- Rural Poverty and Income Dynamics in Asia and Africa, Routledge, 2009 (with Keijiro Otsuka and Jonna P. Estudillo eds.)
- 『市場と経済発展』東洋経済新報社，2006年　（園部哲史と共編）
- 『基礎コース 国際経済学』新世社，2003年

## 主な論文
- 「アジア通貨危機と貧困問題―危機後の10年を振り返って―」『国際問題』No. 563，2007年
- 「人間の安全保障と開発経済学」『アジ研ワールドトレンド』2006年1月号
- 「経済学からのアプローチ」黒田一雄・横関裕見子編『国際教育開発論』，有斐閣，2005年
- 「世界の貧困とその削減」「経済開発と教育」高梨和紘編『開発経済学』慶應義塾大学出版会，2005年
- 「開発援助と貧困削減の経済学」絵所秀紀・穂坂光彦・野上裕生編『貧困と開発』有斐閣，2004年
- 「進化する開発経済学」『経済セミナー』2003年7月号
- 「教育開発の経済学―現状と展望」「資金制約と学校教育投資：フィリピン農村の事例研究，1985－2002年（ジョナ・エストゥディリオ・大塚啓二郎との共著）」「初等教育におけるコミュニティの役割の重要性について－エルサルバドルEDUCOプログラムの事例から－」大塚啓二郎・黒崎卓編『教育と経済発展』東洋経済新報社，2003年
- 「開発経済学の現状」『国際社会科学2001』東京大学大学院総合文化研究科国際社会科学専攻，2002年
- 「通貨代替と通貨危機―理論と実証」内閣府経済社会総合研究所『経済分析』165号，2002年
- 「インフラ整備による動学的貧困問題の緩和」『開発金融研究所報』増刊号，国際協力銀行，2000年

- "Poverty and Income Dynamics in Philippine Villages, 1985-2004," Review of Development Economics 12 (4), 877-890, November 2008 (with Jonna P. Estudillo and Keijiro Otsuka)
- "Household Schooling Decisions in Rural Pakistan," Policy Research Working Paper No. 2541, Development Research Group, the World Bank, 2001 (with Michael Lokshin), forthcoming, Journal of Development Economics.　ほか